# Accademia degli Umoristi
L'Accademia degli Umoristi (o degli Humoristi, come si diceva allora, con l'uso della "h" etimologica), insieme all'Accademia dell'Arcadia e alla splendida ma effimera Accademia delle Notti Vaticane fu una delle principali accademie letterarie romane del Seicento. Nel tempo contò tra i suoi membri molti protagonisti della cultura barocca italiana ed europea, come Gabriel Naudé, Luca Olstenio, Agostino Mascardi, Nicolas-Claude Fabri de Peiresc, Giovanni Battista Doni, Vincent Voiture e Secondo Lancellotti. Anche Jean Chapelain, che pure non risulta, a differenza di Naudé o Peiresc, accademico umorista, prese parte al dibattito sorto in seno all'Accademia sulla poesia di Giambattista Marino con il suo Discours de M. Chapelain à M. Favereau, portant son opinion sur le poème d'Adonis du cavalier Marino (1623).

## Fondazione
Fu fondata il 7 febbraio 1600 per iniziativa del nobile romano Paolo Mancini, di sua moglie Vittoria Capocci e del nobile Gaspare Salviani.
In occasione delle nozze di Mancini (durante il Carnevale del 1603), nel suo palazzo si recitarono commedie e si declamarono poesie e discorsi. Da questa piacevole casualità prese l'avvio una società letteraria che animò tutta la vita culturale del Seicento romano.
L'iniziativa attirò l'interesse del cardinale Antonio Caetani, molto colto e dai vasti interessi letterari, poeta satirico e autore teatrale, che appoggiò e promosse l'Accademia ai suoi inizi, quando si chiamava ancora Accademia dei Begli Umori.
Il compito di redigere gli statuti dell'istituzione fu affidato a Felice Colonna, duca di Pagliano.

## Ascesa e culmine
Grazie all'appoggio e alla protezione che poi ottenne da parte del cardinale Francesco Barberini, divenne un'istituzione semi-ufficiale. Aveva sede a Roma ma vantava aspirazioni cosmopolite.
Come tutte le accademie dei secoli XV-XVI-XVII, era presieduta (o governata) da un Principe, che organizzava le sedute, indirizzava i lavori, la rappresentava presso altre Accademie o di fronte alle autorità. La carica aveva durata annuale, ma poteva essere reiterata. Alcuni dei Principi dell'Accademia degli Umoristi furono tra i più prestigiosi e innovatori letterati del Seicento: Giovanni Battista Guarini (1611), Alessandro Tassoni (1606-1607), Giovan Battista Marino.
Le leggi dell'accademia degli Umoristi consentivano anche una limitata partecipazione femminile. «Feminis primariis ætate et forma prestantibus earumque viris eam frequentandi veniam dabant leges».

## La sede
La sua sede era il Palazzo Mancini, dove viveva la nobilissima famiglia del fondatore. Anche dopo il rifacimento del Palazzo (1687-1689), una sala era destinata alle riunioni accademiche (a cui potevano assistere anche le signore):
talenti in questo famosissimo consesso»
(G. Malatesta, L'Italia Accademica.)

## Affiliati
L'Accademia degli Umoristi fu, fin dalla sua fondazione, un centro culturale dal respiro internazionale, e ospitò, per esempio, una ricca rappresentanza francese che comprendeva, tra gli altri, Gabriel Naudé, Jean Jacques Bouchard, François Marie Suarès e «honoris causa» Nicolas-Claude Fabri de Peiresc. Tra gli italiani, l'Accademia annoverò tra i suoi soci i più bei nomi della vita intellettuale secentesca, come i poeti Antonio Querengo, Battista Guarini, Giovan Battista Marino, Prospero Bonarelli della Rovere, Alessandro Tassoni, il trattatista Pietro Sforza Pallavicino, il pittore e poeta Salvator Rosa, l'erudito Lukas Holste (latinizzato Holstenius), il cardinale Mazzarino, i cardinali Antonio e Francesco Barberini, nipoti di Urbano VIII, i futuri pontefici Clemente VIII e Alessandro VII, Giovanni Battista Doni e Leone Allacci, eruditi di chiara fama, e intellettuali del calibro di Agostino Mascardi e Cassiano dal Pozzo. Un elenco, non completo ma piuttosto ricco, di affiliati è fornito da Ludovico Antonio Muratori.

## Ruolo politico dell'Accademia
L'accademia aveva un carattere elitario e distaccato dal mondo circostante, pur non essendo completamente estranea al contesto politico e sociale; al contrario tra i suoi membri ci sono personaggi impegnati e attivissimi nella vita della città di Roma, tanto che si può definire l'Accademia degli Umoristi un'istituzione altamente compromessa con il potere politico.
Infatti ritroviamo tra gli Umoristi gli esponenti delle più illustri famiglie romane, dai Colonna agli Aldobrandini, alle riunioni partecipano persino i papi Clemente XI e Urbano VIII, speso con seguito di cardinali e alti prelati. Nei primi anni l'Accademia sarebbe quindi stata animata da «un interesse molto più politico che culturale».

## L'Impresa
L'Accademia, come tutte le consorelle, aveva un simbolo o impresa. Essa è più di un'immagine e di un motto: è l'autorappresentazione che l'Accademia offre di se stessa, ne indica l'identità.
L'Impresa degli Umoristi nacque per insistenza di Giovanni Battista Guarini (allora Principe dell'Accademia) nel 1611: ci furono numerosissime proposte e infine fu accettata quella che divenne definitiva: una nuvola dalla quale cade pioggia sulle onde del mare e sotto verso lucreziano «Redit Agmine Dulci» (Ritorna dal campo di battaglia alla dolcezza).
Così un contemporaneo commenta l'Impresa:
l’Accademia degli umoristi è una raunanza di spiritosi ingegni, che dall’amarezza dei costumi
mondani si sono separati. E si come quella, nonostante che da luogo così amaro abbia origine,
se ne ritorna con abbondanza d’acque dolci, così questa ancorché porti seco nome, che mostra
aver del difettoso, nondimanco essendosi spogliata d’ogni vile affetto, d’ogni basso pensiero,
manda fuori nobile e perfette operazioni»
(Girolamo Aleandro)

## Rinascita e scomparsa
Alla fine del Seicento l'Accademia perse importanza e non ebbe più attività. Nel 1717 il pontefice Clemente XI volle ripristinarla e ne nominò principe Alessandro Albani, non ancora cardinale.
Il tentativo non ebbe però successo e di lì a poco l'Accademia scomparve definitivamente.